# Ananteris polleti
Ananteris polleti es una especie de escorpión del género Ananteris, familia Buthidae. Fue descrita científicamente por Lourenço en 2016.
Habita en Guayana Francesa.